# Трећа пролетерска санџачка ударна бригада
Трећа пролетерска санџачка народно-ослободилачка ударна бригада била је бригада Народноослободилачке војске Југославије (НОВЈ) формирана 5. јуна 1942. у Фочи од бораца Пљеваљског и Бијелопољског партизанског одреда,Златарског батаљона и Милешевске чете. На дан формирања имала је пет батаљона, јачине 958 бораца. Први командант бригаде био је Владимир Кнежевић Волођа, политички комесар Велимир Јакић.
У редовима ове бригаде борило се око 10.000 људи, кроз борбени пут дуг 20.000 километара. Дала је 20 народних хероја. За заслуге у Народноослободилачком рату одликована је Орденом народног ослобођења и Орденом братства и јединства, а поводом петнаестогодишњице битке на Сутјесци 3. јула 1958. и Орденом народног хероја.

## Борбени пут Треће пролетерске бригаде
После формирања, њени делови су водили оштре борбе у доњем току река Таре и Пиве, што је било од значаја за успешно повлачења главнине партизанских снага у област Тромеђе. У саставу Ударне групе бригада Врховног штаба 24. јуна 1942. године из рејона Врбнице пошла је у поход у Босанску крајину. У време похода, 3/4. јула, уништила је усташке посаде на Иван-седлу и Брадини, порушила део пруге Сарајево-Мостар, уништила знатан део возног парка и запленила велике количине хране и ратног материјала. Нарочито се истакла у борбама за ослобођење Прозора, од 11. до 13. јула. Тада је убијено око 200, а заробљено 40 усташа и заплењен знатан ратни материјал. Заједно с батаљоном „Војин Зиројевић”, два пута је ослободила село Шујицу (24. јула и 4/5. августа) и водила тешке борбе против усташа на правцу Шујица-Купрес. Са Првом пролетерском бригадом у борбама од 4. до 7. августа ослободила је Ливно. После тога, главнина бригаде је деловала на сектору Ливна и на Динари, а њен Други батаљон, заједно са Четвртом црногорском, Другом пролетерском, Десетом херцеговачком бригадом и другим снагама учествовао је у два неуспела напада на Купрес (11/12. и 13/14. августа) и претрпео тешке губитке. У другој половини лета, и у јесен до новембра 1942. године, ангажована је у бројним борбама око Мркоњић-Града, Ситнице, на Кадиној води, на планини Мањачи, код Јајца, Пљеве и на Драгнић-Подовима против усташа, четника и 714. и 718. немачке дивизије.
У састав Прве пролетерске дивизије ушла је 1. новембра 1942. године и попуњена је новим борцима из Босне и Далмације. Двадесетог новембра ослободила је Мркоњић-Град. У децембру је водила више тешких борби са 718. немачком дивизијом — почетком месеца код Јајца, на планинама Буковику и Незнаници и Донлучкој планини, ослободила је Котор-Варош, а потом водила борбе у ширем рејону Бање Луке, у долини Врбаса и Врбање. У Четвртој непријатељској офанзиви, после усиљеног марша правцем Скендер Вакуф-Мркоњић Град-Млиништа-Купрешко поље-планина Радуша-Горњи Вакуф избила је на Иван-планину. Овде је водила тешке борбе против немачке групе „Анкер”; од 3. до 5. марта 1943. учествовала је у противнападу Главне оперативне групе код Горњег Вакуфа. При форсирању Неретве и продору на исток, била је у заштитници главнине и успешно водила више оштрих одбрамбених борби. Учествовала је у бици на Дрини; у ноћи 7. априла код Копилова је форсирала ову реку. Средином априла са Другом пролетерском и Другом далматинском бригадом у ширем рејону Челебића разбила је око 2.500 четника.
У рејону Крупица и Барица у Санџаку, с Првом пролетерском бригадом, крајем априла и почетком маја, разбила је око 2.300 четника. У Петој непријатељској офанзиви водила је оштре борбе у Санџаку против немачке групе „Лудвигер” и италијанских снага. После тога, водила је тешке борбе на правцу Жабљак-Дурмитор-Пива-Сутјеска-Зеленгора. Као и цела Трећа ударна дивизија, 13. јуна је доживела драму на Сутјесци. Бригада је имала 282 погинула, а број рањених је био знатно већи, што је чинило више од две трећине њеног састава на почетку офанзиве. Са главном оперативном групом пробио се њен Пети батаљон и мањи делови, а главнина бригаде пробила се у Санџак. У септембру је у саставу Друге пролетерске дивизије водила више борби у Санџаку и Црној Гори: 22. септембра ослободила је Пљевља, 29/30. септембра Бијело Поље, 29. октобра Пријепоље, па Нову Варош, Колашин и Беране. У другој половини октобра деловала је око Нове Вароши и Берана, а у новембру између Сјенице и Пријепоља. После ових борби, водила је борбе код Бродарева, па између Таре и Лима. Од 19. априла до 3. маја 1944. године учествовала је у противудару снага Другог ударног корпуса код Мојковца и више борби на сектору Шаховића и Бијелог Поља. Од маја до прве половине августа водила је више успешних борби око Пљеваља, Пријепоља, Нове Вароши, Прибоја, Златибора, Љубуша и Рудог. У другој половини августа и првој половини септембра водила је борбе у Санџаку и западној Србији. До новембра ослободила је више градова у Санџаку. У новембру и децембру 1944. и јануара 1945. водила је борбе за ослобођење Санџака против снага 21. и 91. немачког армијског корпуса, четника и других непријатељских снага, а у јануару за ослобођење источне Босне. Учествовала је у Сарајевској операцији. После Сарајевске операције, остала је у источној Босни; у мају је учествовала у уништењу главних четничких снага на Зеленгори и Сутјесци.

## Командни састав бригаде
- Команданти бригаде:
  - Владимир Кнежевић — од формирања бригаде до октобра 1942.[б]
  - Велимир Јакић — од октобра 1942. до септембра 1943.
  - Жарко Видовић — од септембра 1943. до фебруара 1944.
  - Халил Хаџимуртезић — од фебруара до марта 1944.
  - Војин Тодоровић — в. д. током марта и априла 1944.
  - Халил Хаџимуртезић — од априла 1944. до фебруара 1945.
  - Јагош Мирковић — од фебруара 1945. до краја рата
- Политички комесари бригаде:
  - Велимир Јакић — од формирања бригаде до октобра 1942.
  - Бошко Ђуричковић — од октобра 1942. до јуна 1943.
  - Божо Милетић — током јуна 1943.[в]
  - Милија Станишић — од септембра 1943. до јула 1944.
  - Данило Кнежевић — од јула 1944. до јануара 1945.
  - Душан Томовић — од јануара 1945. до краја рата
- Заменици команданта бригаде:
  - Миле Перуничић — од формирања бригаде
  - Мома Станојловић — током јуна 1943.[г]
  - Халил Хаџимуртезић — од децембра 1943. до фебруара 1944.
  - Данило Јауковић — од фебруара до августа 1944.
  - Бошко Шкрбовић — од августа 1944.
- Заменици политичког комесара бригаде:
  - Воја Лековић — приликом формирања бригаде
  - Рифат Бурџовић — од јуна до октобра 1942.[д]
  - Јездимир Ловић — од октобра 1942. до јуна 1943.
  - Воја Лековић — од јуна до децембра 1943.
  - Момир Бошковић — од децембра 1943.
  - Александар Бујиша — од јануара 1945. до краја рата
- Начелници Штаба бригаде:
  - Ратко Мартиновић — од формирања бригаде до августа 1942.
  - Жарко Видовић — од новембра 1942. до јуна 1943.
  - Владимир Жугић — од јуна 1943.
  - Јагош Мирковић — до фебруара 1945.

## Народни хероји Треће пролетерске бригаде
Неки од бораца Треће пролетерске бригаде, проглашени за народне хероје Југославије су:
- Рифат Бурџовић, заменик политичког комесара бригаде
- Жарко Видовић, командант бригаде
- Ђина Врбица, борац
- Гојко Друловић, заменик политичког комесара бригаде
- Драгослав Ђорђевић Гоша, руководилац Политодела бригаде
- Томаш Жижић, командант Четвртог батаљона
- Велимир Јакић, први политички комесар бригаде
- Владимир Кнежевић Волођа, први командант бригаде
- Воја Лековић, заменик политичког комесара бригаде
- Живко Љујић, командир Треће чете у Првом батаљону
- Момчило Мома Станојловић, заменик команданта бригаде
- Војин Тодоровић, командант бригаде
- Халил Хаџимуртезић, командант бригаде
- Живко Џувер, политички комесар Петог батаљона